# Рокатедериги (Гросето)
Рокатедериги (итал. Roccatederighi) је насеље у Италији у округу Гросето, региону Тоскана.
Према процени из 2011. у насељу је живело 773 становника. Насеље се налази на надморској висини од 519 м.